# Cubiérettes
Cubiérettes är en kommun i departementet Lozère i regionen Occitanien i södra Frankrike. Kommunen ligger i kantonen Le Bleymard som tillhör arrondissementet Mende. År 2022 hade Cubiérettes 45 invånare.

## Befolkningsutveckling
Antalet invånare i kommunen Cubiérettes
| Referens: INSEE |